# Kalle Jalkanen
Kalle Jalkanen (Suonenjoki, 10 mei 1907 – Kirjasalo, 5 september 1941) was een Fins langlaufer. 

## Carrière
Jalkanen won tijdens de spelen van 1936 de gouden medaille van de estafette. Hij behaalde zijn grootste overwinning in 1938 door in eigen land de wereldtitel in de 50 kilometer te veroveren.
Jalkanen sneuvelde in 1941 tijdens de Vervolgoorlog. Hij had de militaire rang van korporaal.

## Belangrijkste resultaten

### Olympische Winterspelen
| Editie | Plaats                 | Resultaten            |
| ------ | ---------------------- | --------------------- |
| 1936   | Garmisch-Partenkirchen | 12e 18 km · estafette |

### Wereldkampioenschappen langlaufen
| Jaar | Plaats                 | Resultaten                   |
| ---- | ---------------------- | ---------------------------- |
| 1936 | Garmisch-Partenkirchen | 12e 18 km · estafette        |
| 1937 | Chamonix-Mont-Blanc    | 18 km · 4e 50 km · estafette |
| 1938 | Lahti                  | 18 km · 50 km                |
| 1939 | Zakopane               | 4e 18 km                     |